# Катастрофа Ил-62 в Мешхеде
Катастрофа Ил-62 в Мешхеде — авиационная катастрофа, произошедшая 24 июля 2009 года в аэропорту города Мешхед (Иран), в результате которой погибли 16 человек.

## Обстоятельства
Самолёт, принадлежащий Aria Air, совершал регулярный внутренний пассажирский рейс между столицей страны — Тегераном и Мешхедом (на северо-востоке Ирана). Авария произошла в 18:10 по местному времени (13:40 UTC), когда самолёт совершал посадку с нарушением штатных процедур в конечном пункте назначения. Авиалайнер совершил посадку на середине взлётно-посадочной полосы, в результате чего выкатился за её пределы и врезался в бетонную стену, ограничивающую территорию аэропорта. Кроме того, по некоторым данным, во время экстренного торможения у лайнера загорелось шасси. В результате столкновения со стеной в кабине пилотов произошло сильное возгорание. Основные повреждения получила носовая часть самолета.

## Самолёт
Самолёт Ил-62М, потерпевший катастрофу в Мешхеде, (регистрационный номер UP-I6208) построен в июне 1989 года на КАПО им. С.П. Горбунова. Использовался авиакомпанией Interflug (ГДР). В 1991 году перешёл в Аэрофлот, после раздела его активов оказался у Авиалиний Узбекистана, где эксплуатировался до 2003 года. После этого четыре года провел на хранении и в 2007 году был сдан в лизинг авиакомпании DETA Air (Казахстан), которая, в свою очередь, в марте 2009 года передала его в «мокрый» лизинг иранской авиакомпании Aria Air.

## Экипаж
- Командир воздушного судна (КВС) — 54-летний Николай Александрович Одинцев.
- Второй пилот — 47-летний Абат Шадьяров.
- Штурман-инструктор — 43-летний Александр Бадигин.
- Бортинженер-инструктор — 52-летний Сергей Иванович Щелкаев.
- Инженер — 62-летний Ахмеджан Нурсеитов.
- Инженер — 57-летний Вячеслав Нечаев.

## Пассажиры
На борту самолёта находилось 153 человека, управлял самолётом экипаж из Казахстана. В результате катастрофы погибло 16 человек, 13 из которых — члены экипажа (остальные три — пассажиры передних рядов), около 30 пассажиров ранено.
Среди погибших трое россиян, ещё один гражданин России госпитализирован в больницу Мешхеда. В авиакатастрофе погиб управляющий директор авиакомпании Aria Air — капитан Мехди Дадпей.